# Hauptsitz des Nationalen Polnischen Radio-Sinfonieorchesters in Kattowitz

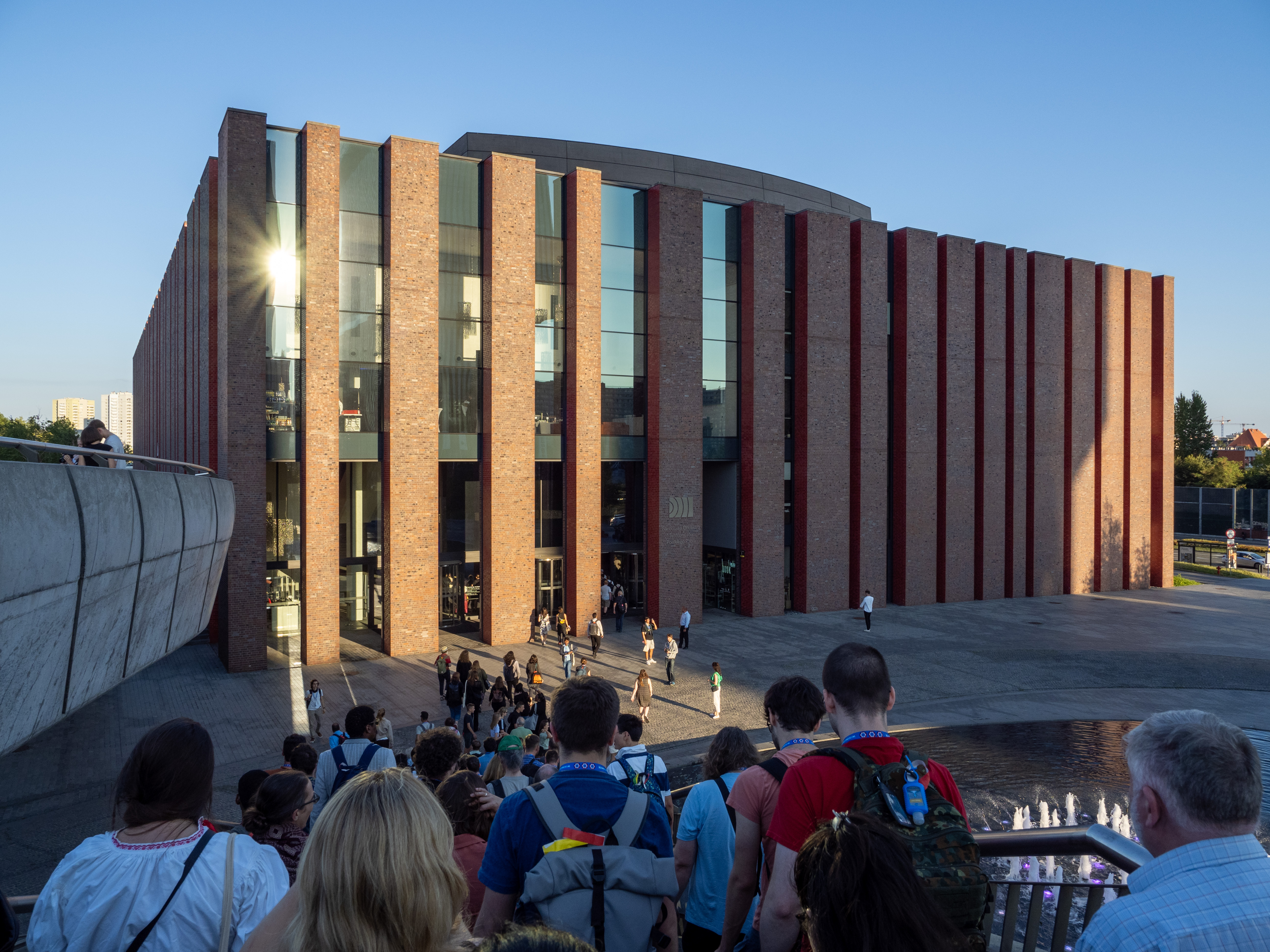
Hauptsitz des Nationalen Polnischen Radio-Sinfonieorchesters in Kattowitz - Abschlussveranstaltung der Wikimania 2024

Hauptsitz des Nationalen Polnischen Radio-Sinfonieorchesters in Kattowitz (polnisch Siedziba Narodowej Orkiestry Symfonicznej Polskiego Radia w Katowicach kurz NOSPR) ist ein Gebäude am W. Kilar-Platz 1 in Katowice, im Stadtteil Bogucice. Das Gebäude ist der Sitz des Nationalen Symphonieorchester des Polnischen Rundfunks und gehört zu den Einrichtungen der Kattowitz Kultur Zone, zu der auch das Internationale Kongresszentrum in Katowice und das Schlesisches Museum gehören.
Das Gebäude wurde auf dem Gelände des ehemaligen Holzlagers der Kopalnia Węgla Kamiennego Katowice errichtet und am 1. Oktober 2014 offiziell eröffnet. Es wurde von Tomasz Konior entworfen, einem mit der Region verbundenen Architekten, der bei der Architektur des Gebäudes auf das oberschlesische Erbe und die Architektur der Arbeitersiedlung Nikiszowiec Bezug nahm. Das Gebäude hat eine Reihe von Preisen und Auszeichnungen in der Architekturbranche erhalten.
Das Hauptquartier des Nationalen Polnischen Radio-Sinfonieorchesters in Kattowitz war zum Zeitpunkt seiner Eröffnung der größte Konzert- und Aufnahmekomplex in Polen und wurde 2019 Mitglied der European Concert Hall Organisation, einer Vereinigung renommierter europäischer Konzerthäuser. Seit seiner Eröffnung hat es sich zu einem beliebten Veranstaltungsort für Musikkultur in Katowice entwickelt, und eine Reihe Künstler und Musikensembles sind in den Konzertsälen des NOSPR-Gebäudes aufgetreten.

## Standort
Der Sitz des Nationalen Symphonieorchesters des Polnischen Rundfunks befindet sich am Wojciech-Kilar-Platz 1, innerhalb der Grenzen des Stadtteils Bogucice, im südwestlichen Teil, an der Grenze zu Koszutka und Śródmieście.
Der neue Sitz des NOSPR befindet sich in der Katowice Cultural Zone, in unmittelbarer Nähe des Schlesisches Museums, des Internationales Kongresszentrum und der Sport- und Unterhaltungshalle „Spodek“. Der Hauptsitz des NOSPR ist über eine Fußgängerbrücke mit dem Gebäude des Internationalen Kongresszentrums und dem „Spodek“ verbunden. Zusammen mit den anderen Einrichtungen der Kulturzone bildet das NOSPR-Gebäude eine Zone mit hochwertigen Gebäuden, die der Bildung, der Kultur und der Organisation von Massenveranstaltungen dienen. Die Gebäude verfügen über eine gemeinsame technische Infrastruktur und Grünflächen.
Das Gebäude wurde auf dem Gelände der Bergbaufolgelandschaft errichtet, im Bereich zwischen den Straßen und Alleen T. Dobrowolskiego und H.M. Góreckiego sowie W. Korfantego und W. Roździeńskiego.
Eine Straßenbahnlinie verläuft entlang der nahe gelegenen W. Korfantego-Allee, mit einer Haltestelle am ZTM Kattowitzer Kreisverkehr, etwa 300 Meter vom Haupteingang des NOSPR-Sitzes entfernt. Im Oktober 2022 fuhren von dieser Haltestelle 10 Straßenbahnlinien ab, die viele Stadtteile von Katowice direkt miteinander verbinden (Dąb, Brynów cz. wsch.- Os. Zgrzebnioka, Koszutka, Osiedle Tysiąclecia, Śródmieście, Wełnowiec-Józefowiec und Zawodzie) mit dem NOSPR-Gebäude, sowie die Städte: Bytom, Chorzów, Siemianowice Śląskie und Świętochłowice.
Etwa 20 Meter südlich des Gebäudes befindet sich an der W. Roździeńskiego Avenue eine Bushaltestelle der Katowice Strefa Kultury NOSPR. Anfang Oktober 2022 fuhren von der Haltestelle etwa 20 Buslinien ab, die das NOSPR-Gebäude direkt mit anderen Stadtteilen von Kattowitz verbanden (u. a.: Dąbrówka Mała, Dęb, Giszowiec, Janów-Nikiszowiec, Koszutka, Murcki, Osiedle Tysiąclecia, Szopienice-Burowiec, Śródmieście, Wełnowiec-Józefowiec und Zawodzie) und Städte, unter anderem. u. a.: Będzin, Dąbrowa Górnicza, Mysłowice, Siemianowice Śląskie, Sosnowiec und Siewierz.
Im Parkhaus neben dem NOSPR befindet sich eine städtische Fahrradstation Metrorower Nr. 27704.

## Geschichte

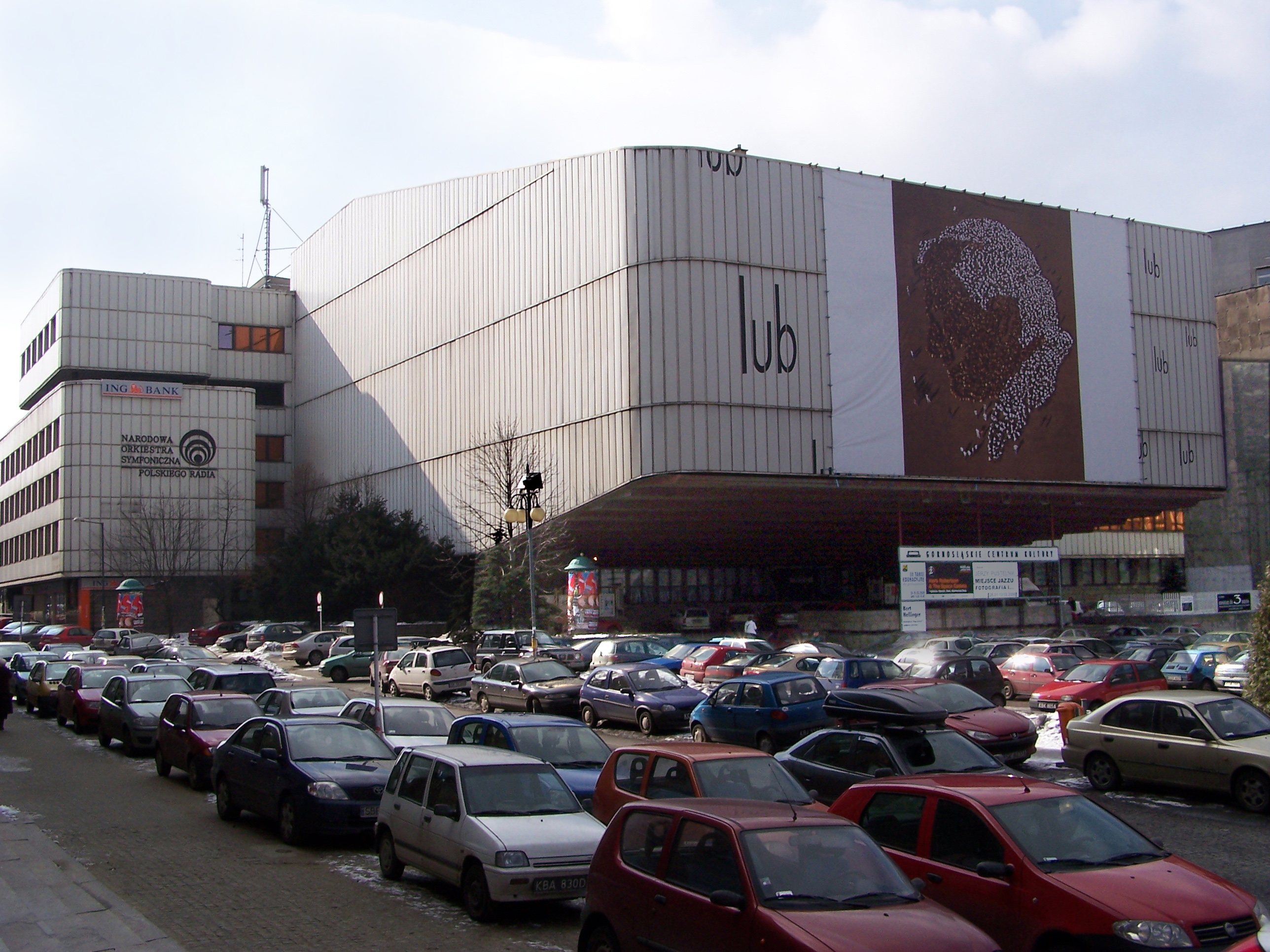
Gebäude des sogenannten Dezember Palast Sejmu Śląskiego Platz am Sejmu Śląskiego Platz 2 im Jahr 2009 - der damalige Sitz des Nationales Polnisches Radio-Sinfonieorchester in Kattowitz; links an der Fassade des Gebäudes ist das Logo des Orchesters zu sehen

Die neuen Räumlichkeiten des NOSPR waren eine Antwort auf die Platznot, die das Nationales Polnisches Radio-Sinfonieorchester in Kattowitz seit seiner Reaktivierung im Jahr 1945 begleitet hatte. Vor dem Bau des Gebäudes am W.-Kilar-Platz hatte das Orchester seinen Sitz auf einer Etage des sogenannten Dezember Palasts am Sejmu Śląskiego-Platz 2, das weder den Konzert- noch den Aufnahmebedingungen entsprach, und die Notwendigkeit eines neuen Saals wurde viele Jahre lang diskutiert. Im Saal auf dem schlesischen Parlamentsplatz konnten sich die Musiker gegenseitig nicht hören, da der Saal so gebaut war, dass das Publikum die Musiker sehr gut hören konnte, die Musiker aber den Klang des Orchesters nicht hörten. Das letzte Konzert im Sitz des damaligen Centrum Kultury Katowice Nationalen Polnischen Radio-Sinfonieorchesters in Kattowitz fand am 13. Juni 2013 statt.

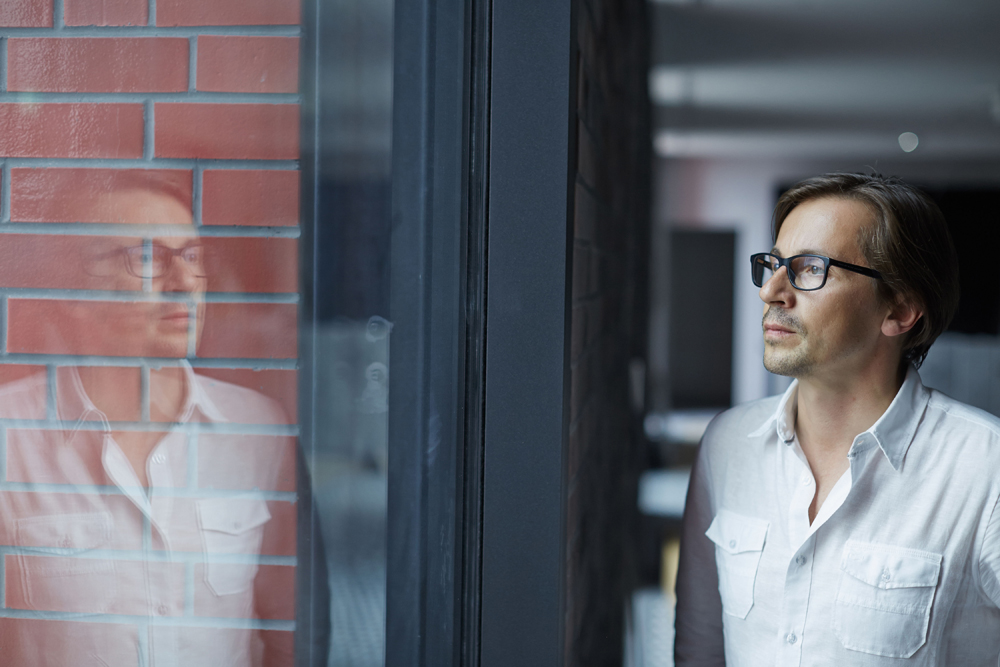
Tomasz Konior - Designer des NOSPR-Gebäudes; das Foto wurde im Atrium des NOSPR-Gebäudes aufgenommen

Im Jahr 2008 wurde ein internationaler Architekturwettbewerb für die Gestaltung des NOSPR-Gebäudes ausgeschrieben. Dieser Wettbewerb wurde von der Stadt Kattowitz gemeinsam mit dem in Warschau und Kattowitz ansässigen SARP organisiert. Insgesamt wurden 17 Arbeiten polnischer und ausländischer Architekturbüros für den Wettbewerb eingereicht. Beim Entwurf des neuen NOSPR-Sitzes musste der besondere Kontext berücksichtigt werden, denn das Gebäude sollte auf einem großen Grundstück östlich des „Spodek“, an einer der Hauptstraßen von Kattowitz - der alei W. Roździeńskiego - in einem postindustriellen Gebiet errichtet werden. Das NOSPR-Gebäude wurde auf dem Gelände des ehemaligen Holzlagers der Kopalnia Węgla Kamiennego „Katowice“ errichtet, das 1999 stillgelegt worden war.
Der internationale Wettbewerb wurde am 15. Dezember 2008 entschieden, wobei der erste Preis an den regional verbundenen Architekten Tomasz Konior ging. Er hatte bereits Erfahrung mit musikbezogenen Einrichtungen – 2007 wurde ein von ihm entworfener neuer Flügel der Musikakademie Katowice (K. Szymanowski-Musikakademie) in Katowice eröffnet. - Das von ihm entworfene Zentrum für Musiklernen und -erziehung „Symphonie“ wurde mit mehreren Preisen ausgezeichnet. Darüber hinaus hatte das Atelier von Tomasz Konior vier Jahre zuvor ein Projekt für die neue Innengestaltung des historischen Gebäude der Musikakademie erstellt.
Im Oktober 2010 wurde beschlossen, den Bau des neuen Sitzes des Nationalen Polnischen Radiosinfonieorchesters in Kattowitz mit Mitteln der Europäischen Union in Höhe von über 122 Mio. PLN zu fördern. Im Juni 2011 wurde bekannt gegeben, dass der Stadt Kattowitz von der Europäischen Investitionsbank ein Darlehen in Höhe von 254,2 Mio. zł zur Finanzierung von Kultureinrichtungen auf postindustriellen Flächen, darunter auch dem Sitz des NOSPR, gewährt wurde.
Die Ausschreibung für den Bau des NOSPR-Gebäudes wurde im Februar 2011 bekannt gegeben. Vier Unternehmen wurden zur Abgabe eines Preisangebots für die Bauausschreibung aufgefordert. In die engere Wahl kamen nach Angaben vom September 2011 folgende Unternehmen: Konsortium von Hydrobudowa Polska mit der spanischen OHL, ein Mostostal-Warszawa-Konsortium mit Karmar, Bouygues Batiment International und Acciona Infraestructuras, ein Warbud-Konsortium mit LTT und Przedsiębiorstwo Wielobranżowe Ebud-Przemysłowka sowie Polimex-Mostostal. Das günstigste Angebot wurde von einem Konsortium mit Warbud an der Spitze abgegeben, dessen Angebot sich auf 191 Mio. PLN netto belief, während das zweitgünstigste von einem Konsortium aus Mostostal Warszawa mit Karmar, Bouygues Batiment International und Acciona Infraestructuras eingereicht wurde. Der Kostenvoranschlag des Investors belief sich auf 201,8 Mio. PLN netto. Das Warszawska-Unternehmen Warbud wurde im Dezember 2011 im Rahmen einer Ausschreibung für den Bau des neuen Hauptsitzes der NOSPR ausgewählt.
Am 13. Februar 2012 wurde eine Vereinbarung zwischen dem Bürgermeister der Stadt Kattowitz, Piotr Uszok, und dem Generalunternehmer Warbud eine Vereinbarung über den Bau des Gebäudes des Nationalen Polnischen Radiosinfonieorchesters in Kattowitz unterzeichnet. Damals war die Inbetriebnahme für den 13. Oktober 2013 vorgesehen.
In der Zwischenzeit wurde Mitte Juni 2011 ein Akustikmodell des NOSPR-Konzertsaals im Foyer des Altus-Hochhauses in Kattowitz aufgestellt. Es wurde in Aleksandrów Łódzki für eine Akustikstudie des neu zu errichtenden Saals erstellt, während es in Altus im Zusammenhang mit der Bewerbung der Stadt Kattowitz um den Titel der Kulturhauptstadt Europas 2016 aufgestellt wurde. Die Präsentation des Modells wurde von einer Ausstellung mit Visualisierungen des im Bau befindlichen NOSPR-Gebäudes begleitet.

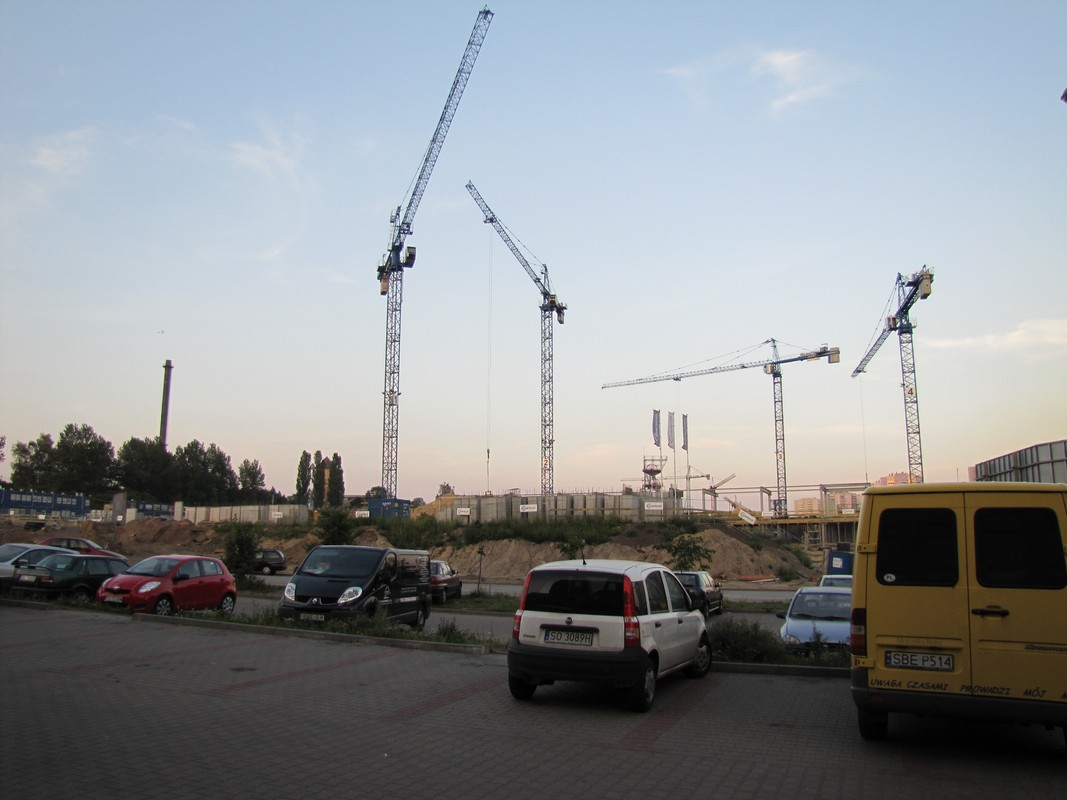
Der Bau des NOSPR-Hauptquartiers Anfang August 2012

Am 6. Juni 2012 wurde der Grundstein für den Bau der neuen NOSPR-Zentrale gelegt. Bis August 2012 waren alle Wände, Stützen und Decken des unterirdischen Stockwerks fertiggestellt, während die Wände und Stützen um den Großen Konzertsaal für den oberirdischen Teil fertig gestellt wurden und die Montage der Stahlkonstruktion und der Decke über dem zweiten Stockwerk um den Saal herum im Gange war. Im Dezember 2012 waren die Wände des äußeren Teils des NOSPR bereits bis zur Höhe des vierten Stockwerks errichtet worden. An der Westwand wurde derweil der Glasteil der Fassade montiert. Zu diesem Zeitpunkt waren rund 300 Personen an den Bauarbeiten beteiligt.
Im Februar 2013 wurde mit der Montage der Dachelemente des Großen Konzertsaals mit einem Gesamtgewicht von über 300 Tonnen begonnen - zu diesem Zeitpunkt wurden die Träger montiert, von denen insgesamt elf geplant waren. Zu diesem Zeitpunkt waren auch die gewellten Wände des Großen Konzertsaals, die mit Gummischalungen hergestellt wurden, fertig. Im Kammersaal waren zu diesem Zeitpunkt die Rohbauarbeiten abgeschlossen, während im Untergeschoss die Installationsarbeiten beendet wurden. Auch der Einbau der Fenster war im Gange - an der Nord- und Südseite sowie teilweise an der Westseite waren diese Arbeiten bereits abgeschlossen. Am 12. April 2013 fand das Richtfest statt; zu diesem Anlass wurde das erste Konzert im Großen Konzertsaal gegeben. In diesem Zeitraum wurden die Stahlbetonarbeiten abgeschlossen und mit dem Einbau der Wärmedämmung begonnen.
Im November 2013 war die Verklinkerung der Fassade des Gebäudes abgeschlossen, und das Gelände um das Gebäude wurde langsam aufgeräumt. Im Rahmen dieser Arbeiten wurden Bäume gepflanzt und landschaftsgärtnerische Elemente angebracht, während die Innenausbauarbeiten im Gange waren. Zu dieser Zeit wurden die Balkone im Großen Konzertsaal angebracht, die Decke und die Plafonde fertiggestellt und die Wand- und Deckenverkleidungen im Kammersaal vollendet. Auch der äußere Ring des Gebäudes wurde zu diesem Zeitpunkt fertiggestellt, wobei etwa 500 Personen an den gesamten Fertigstellungsarbeiten beteiligt waren.

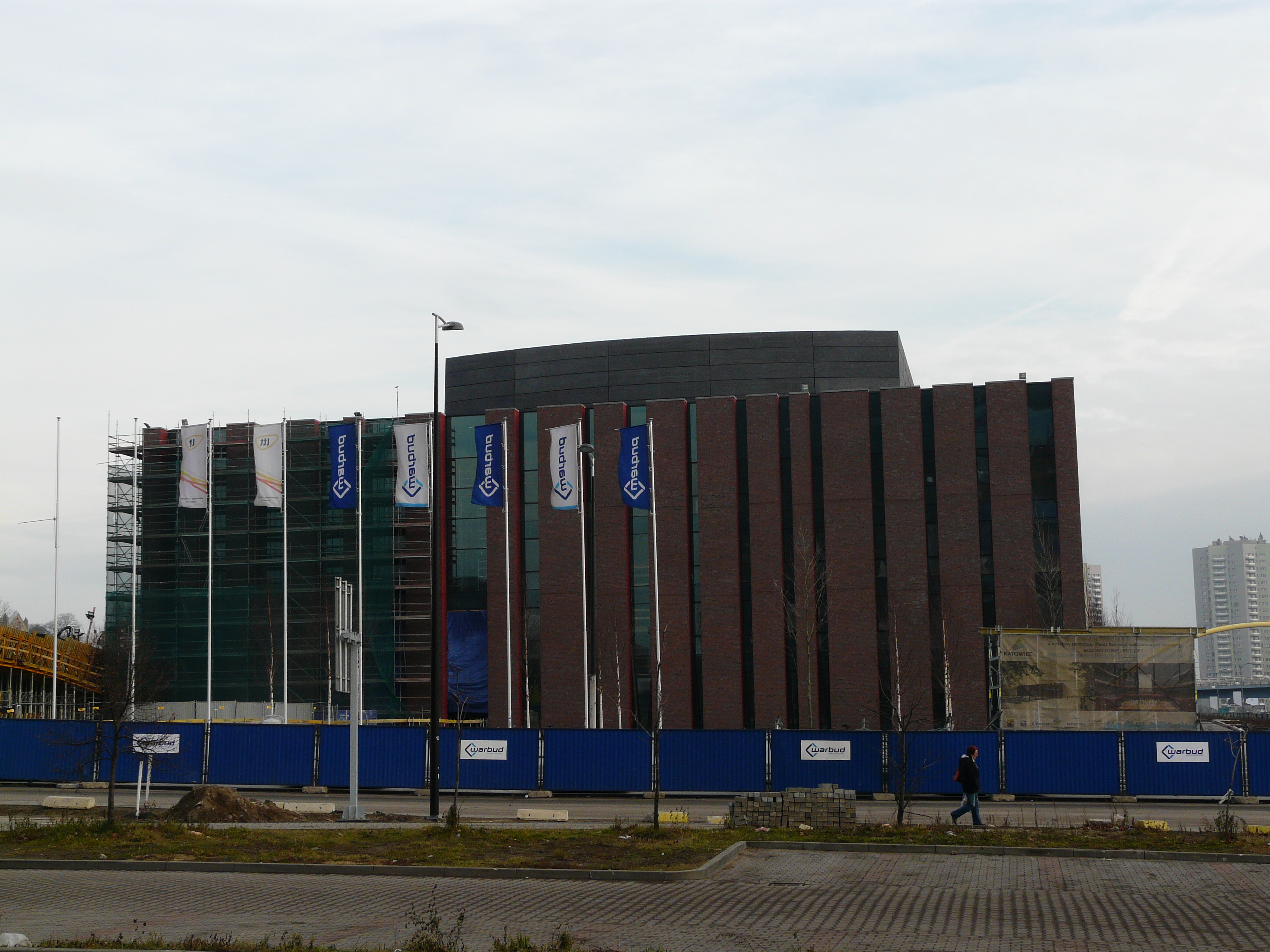
Bau des NOSPR-Gebäudes Ende 2013; Frontansicht

Im August 2014 ging der Bau des neuen NOSPR-Gebäudes seiner Vollendung entgegen. Im Inneren wurden die letzten Geräte installiert und die Akustik des Großen Konzertsaals überprüft. Alle Bauarbeiten an dem Gebäude wurden noch im selben Monat abgeschlossen. Am 25. August 2014 verließen die Bautrupps die Baustelle des Gebäudes, und das neue Zuhause des Gebäudes wurde an das Nationale Symphonieorchester des Polnischen Rundfunks in Kattowitz übergeben.
Die Gesamtkosten für den Bau des Hauptsitzes des Nationalen Polnischen Radiosinfonieorchesters in Kattowitz, einschließlich der Errichtung des neuen Gebäudes, der Ausarbeitung der Projektdokumentation, der Durchführung der Autoren-, Investoren- und Akustikaufsicht, der Durchführung von Baumpflanzungen, der Durchführung von Arbeiten zur Verlegung von unterirdischen Versorgungsleitungen und dem Bau neuer Anschlüsse sowie der Installation von Abflüssen und der Einrichtung des Saals, beliefen sich auf 333.160.737,84 zł (ca. 77.690.000 € 2024).
Die feierliche Eröffnung des neuen Sitzes des Nationalen Polnischen Radio-Sinfonieorchesters in Kattowitz fand anlässlich des Internationalen Tages der Musik am 1. Oktober 2014 statt. Die Einweihungszeremonie wurde von einem Konzert begleitet, bei dem Werke von Komponisten gespielt wurden, die im Laufe ihrer Karriere mit dem NOSPR zusammengearbeitet haben: Witold Lutosławski, Krzysztof Penderecki, Henryk Mikołaj Górecki und Wojciech Kilar. Im zweiten Teil des Konzerts trat einer der bedeutendsten polnischen Musiker, Krystian Zimerman, auf. Es ist auch der erste neue Veranstaltungsort, der im Rahmen der Errichtung des Kulturzentrums (Strefa Kultury) in Kattowitz in Betrieb genommen wurde.
Die neuen Räumlichkeiten des NOSPR haben sich zu einem beliebten Veranstaltungsort entwickelt, der sowohl durch die Architektur des Gebäudes und seine Innenausstattung als auch durch die Vielfalt der hier stattfindenden Veranstaltungen attraktiv ist. Im Jahr 2014 wurden 300 % mehr Abonnement verkauft als bei den Konzerten im alten NOSPR-Haus. Das abwechslungsreiche Programm zieht sowohl die Einwohner von Kattowitz und der Woiwodschaft Schlesien als auch Zuhörer aus anderen Regionen an.
Seit seiner Einweihung war das NOSPR-Gebäude Schauplatz zahlreicher Musikveranstaltungen, darunter das Tauron Nowa Muzyka-Festival, der Fryderyk-Musikpreis - Gala der ernsten Musik, das Katowice Kultura Natura-Projekt und das Festival der polnischen Uraufführungen neuer Musik. Orchester wie die Wiener Philharmoniker und das London Symphony Orchestra haben in diesem Gebäude Konzerte gegeben; ebenso die Ensembles und Chöre Camerata Silesia, Take 6 und SBB und die Musiker  Bruce (Xiaoyu) Liu, Andrea Bocelli, Jimek, Krystian Zimerman, Piotr Beczała oder Piotr Anderszewski.
Das Gebäude war auch Gastgeber oder Mitorganisator anderer Veranstaltungen, darunter: die Gala des Business Center Club oder die interuniversitäre Eröffnung des akademischen Jahres 2022/23.
Im Jahr 2019 trat der Sitz des NOSPR-U der European Concert Hall Organisation bei. Zu diesem Zeitpunkt war es das einzige polnische Konzerthaus, das sich der Gruppe anschloss, zusammen mit zwanzig anderen Einrichtungen dieser Art auf dem Kontinent. Im Juli 2021 begann der Bau der Orgel im Großen Konzertsaal. Mit ihrer Planung war bereits 2017 begonnen worden, bisher stand ein Dummy-Instrument im Großen Konzertsaal. Eine 13 Meter hohe und 6 Meter breite Orgel wurde entworfen.

## Architektur

### Merkmale

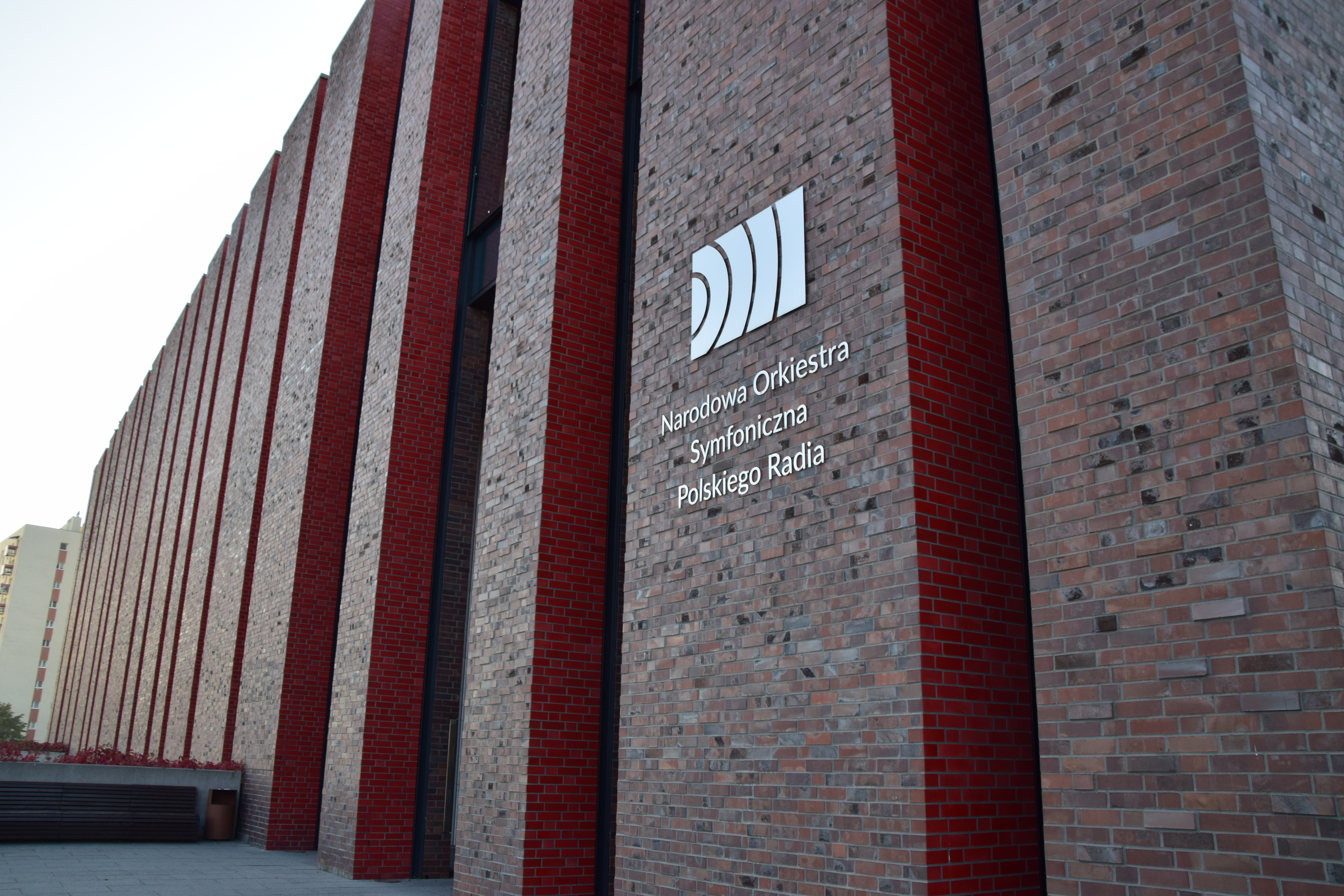
Fragment des NOSPR-Gebäudes von der Nordseite im sichtbaren Logo des Nationales Polnisches Radio-Sinfonieorchester in Kattowitz

Das Nationales Polnisches Radio-Sinfonieorchester in Kattowitz ist der größte Konzert- und Aufnahmekomplex in Polen. Er ist auf die Bedürfnisse der klassischen Musik ausgerichtet, bietet aber auch die Möglichkeit, andere Musikrichtungen zu präsentieren.
Das NOSPR-Gebäude wurde auf einem rechteckigen Grundriss gebaut. Seine Länge einschließlich des technischen Gebäudes beträgt 115 m und seine Breite 61,6 m. Die Gesamthöhe des Bauwerks beträgt 28 m. Die Gesamtfläche des Gebäudes beträgt 35 059 m², Nutzfläche 25 782 m², Bebaute Fläche 7 874 m², während Gebäudevolumen 181 610 m³. Das NOSPR-Gebäude besteht aus drei baulich voneinander getrennten Teilen: dem fünfstöckigen Hauptgebäude, dem siebenstöckigen Gebäude des Großen Konzertsaals und dem zweistöckigen technischen Teil.
Der architektonische Entwurf des Gebäudes stammt vom Studio Konior unter der Leitung des Architekten Tomasz Konior, während der Entwurf der Gebäudeinstallationen und -struktur von Buro Happold Engineering erstellt wurde.
Das NOSPR-Gebäude ist an die folgenden Netze angeschlossen: Mittelspannungsstrom 20 kV, Wasserversorgung, Kanalisation und Prozesswärme, während das Gebäude selbst mit folgenden Netzen ausgestattet ist: Elektrik, strukturierte Verkabelung, Brandmeldeanlage, Sprachalarmanlage, Sicherheit, BMS, Regenwasser, Sanitär- und Fettabfluss, Kondensabfluss, Kaltwasser, Warmwasserzirkulation, Hydrant, Zentralheizung, Prozesswärme, Kaltwasser, Glykolwärmerückgewinnung, Wohnungslüftung und Rauchabzug, Treppenhausbelüftung und Freon für Splitgeräte und Präzisionsklimaschränke.

### Außenarchitektur

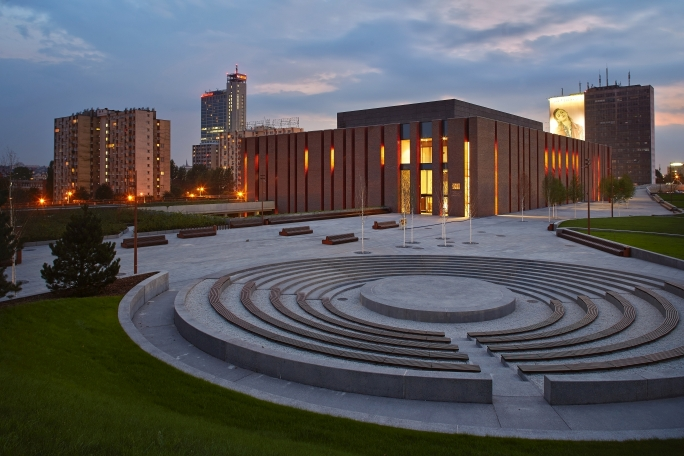
Das NOSPR-Gebäude von der nordöstlichen Seite aus gesehen am Abend; im Vordergrund ist das Amphitheater zu sehen.

Tomasz Konior verlieh dem NOSPR-Gebäude eine monumentale, aber schlichte Form, die seinem Status als wichtigster Konzertsaal der Region entsprach. Die Dekoration der Erhebung des Äußeren wurde in Anlehnung und Bezugnahme auf die Fenster der Bergarbeiterhäuser in Oberschlesien in Nikiszowiecs geschaffen. Es soll auch Assoziationen zur Musik wecken.
Die Säulen, die die Fassade bilden, sind mit rotem, in den Vertiefungen glattem und an den Wänden rauem Ziegelstein verkleidet. Für die Errichtung der Ziegelfassade wurden insgesamt 611.000 Ziegel verwendet, die im historischen Hoffman-Ofen der Ziegelwerk aus dem 19. Patoka in Panoszów gebrannt wurden. Die technischen Installationen sind in den 80 äußeren Ziegelschornsteinen versteckt, zwischen denen sich Fenster und Eingänge befinden. Die Fensterschlitze sind unterschiedlich breit. Die Fläche der Klinkerfassade beträgt 11 750 m², während die Verglasung des Gebäudes 2 300 m² beträgt.
Die Außenfassade präsentiert sich tags und nachts unterschiedlich – an sonnigen Tagen zeichnen die Sonnenstrahlen helle Linien auf die schwarzen Wände des Konzertsaals, während nach Sonnenuntergang das Licht aus dem Gebäudeinneren zwischen den Säulen der Gebäudefassade reflektiert wird.
Es gibt zwei Eingänge zum Gebäude: den Haupteingang vom W. Kilar-Platz (auf der Westseite) und einen zweiten auf der Ostseite.
Im September 2015 wurde an der Fassade des NOSPR-Gebäudes ein Neonschriftzug mit der Aufschrift „Nationales Polnisches Radio-Sinfonieorchester“ angebracht, darüber das NOSPR-Logo.

### Innenarchitektur und Ausstattung

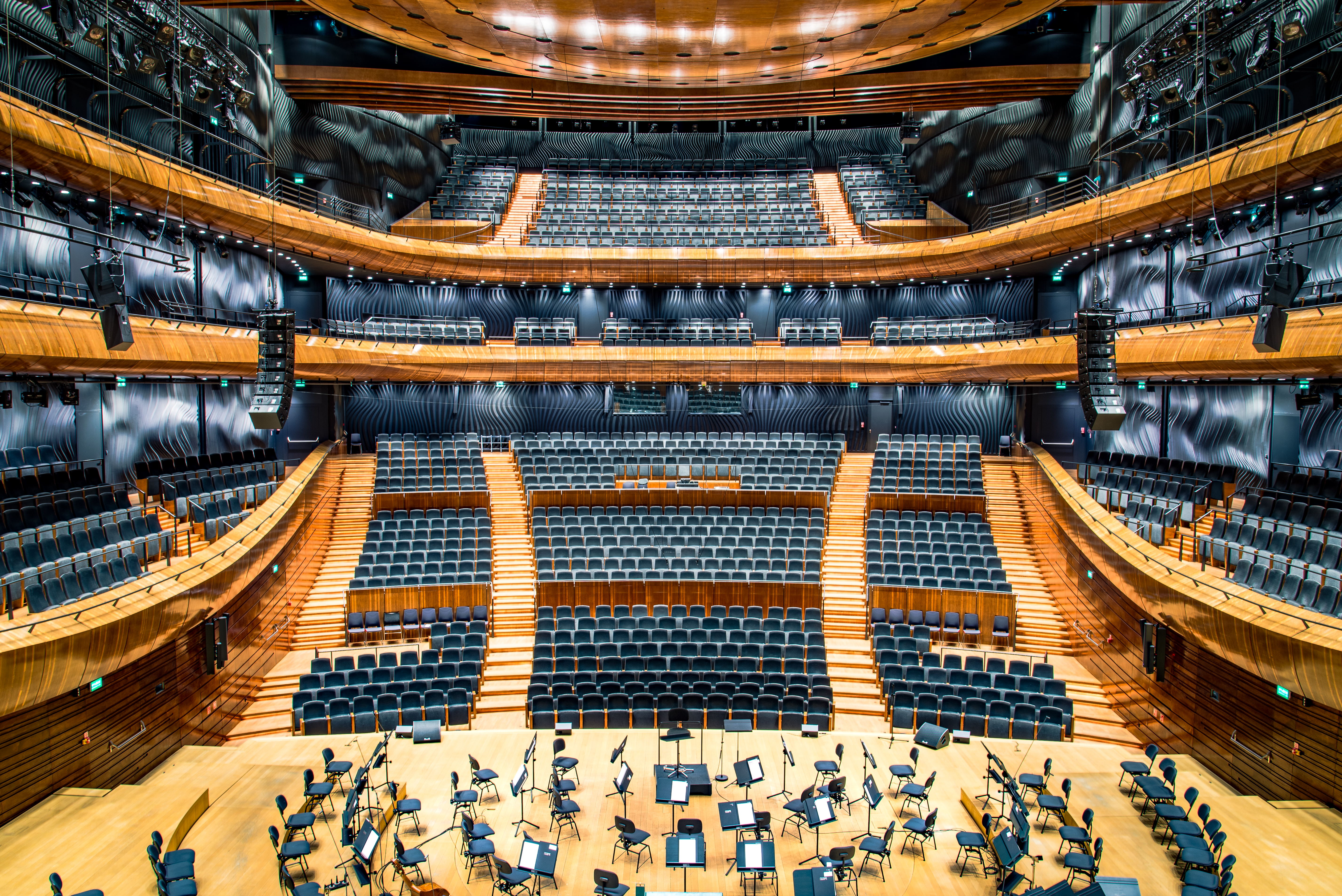
Inneres des Großen Konzertsaals von Osten

Das Gebäude des NOSPR besteht aus: Großer Konzertsaal mit 1 666 festen Sitzplätzen und 128 Sitzplätzen in Form von Zusatzsitzen, Kammersaal mit 283 Sitzplätzen, 31 Garderoben für Musiker, 4 Sektionsproberäume, ein Aufnahmestudio, 37 öffentliche Toiletten, ein Restaurant mit Kücheneinrichtung, ein Atrium mit Kassen und zwei Garderoben sowie Büros für die NOSPR-Verwaltung. Insgesamt gibt es im NOSPR-Gebäude 419 Räume.
In der Mitte des NOSPR-Gebäudes befindet sich ein monumentaler Block aus farbigem Beton, der den Großen Konzertsaal beherbergt. Der Saal verfügt über 14 Eingänge für das Publikum. Der Innenraum kombiniert eine klassische Lösung in Form einer Estrada vor dem Publikum und einer so genannten Weinberg-Anordnung, bei der das Publikum um das Orchester herum angeordnet ist. Eine solche Anordnung des Saals bewirkt, dass sich der Klang gleichmäßig im ganzen Saal ausbreitet und die Zuhörer unabhängig von ihrem Standort auf die gleiche Weise gehört werden.
Die Grand Concert Hall wurde so konzipiert, dass ein Orchester mit 120 Plätzen und ein Chor mit 100 Plätzen bequem Platz finden. Ein System von Podesten erlaubt es, die Bühne des Großen Konzertsaals beliebig zu profilieren. Der Orgelprospekt wurde an der Stirnwand des Großen Konzertsaals angebracht; die neue Orgel am Sitz des NOSPR ist eines der größten Konzertinstrumente Europas. Ihr Bau wurde im September 2022 abgeschlossen. Die monumentale Pfeifenorgel besteht aus mehr als einer Million Teilen. Das Instrument hat 105 Stimmen und zwei Spieltische - einen stationären mit 4 Klaviaturen und einen mobilen mit 5 Klaviaturen.
Die hölzernen Balkonbrüstungen aus Birkenholz mit warmen Farbtönen erstrecken sich in einer fließenden Linie über die unteren Ebenen und umgeben auch die Bühne. Die Sitze für beide Säle wurden ebenfalls nach akustischen Gesichtspunkten konstruiert. Sie wurden aus Sperrholz und Furnieren aus Maserknollen gefertigt. Die Polsterung der Sitze ist in Silbergraphit gehalten und nimmt Bezug auf das Schimmern in den hellen, gewellten Wänden der Halle.

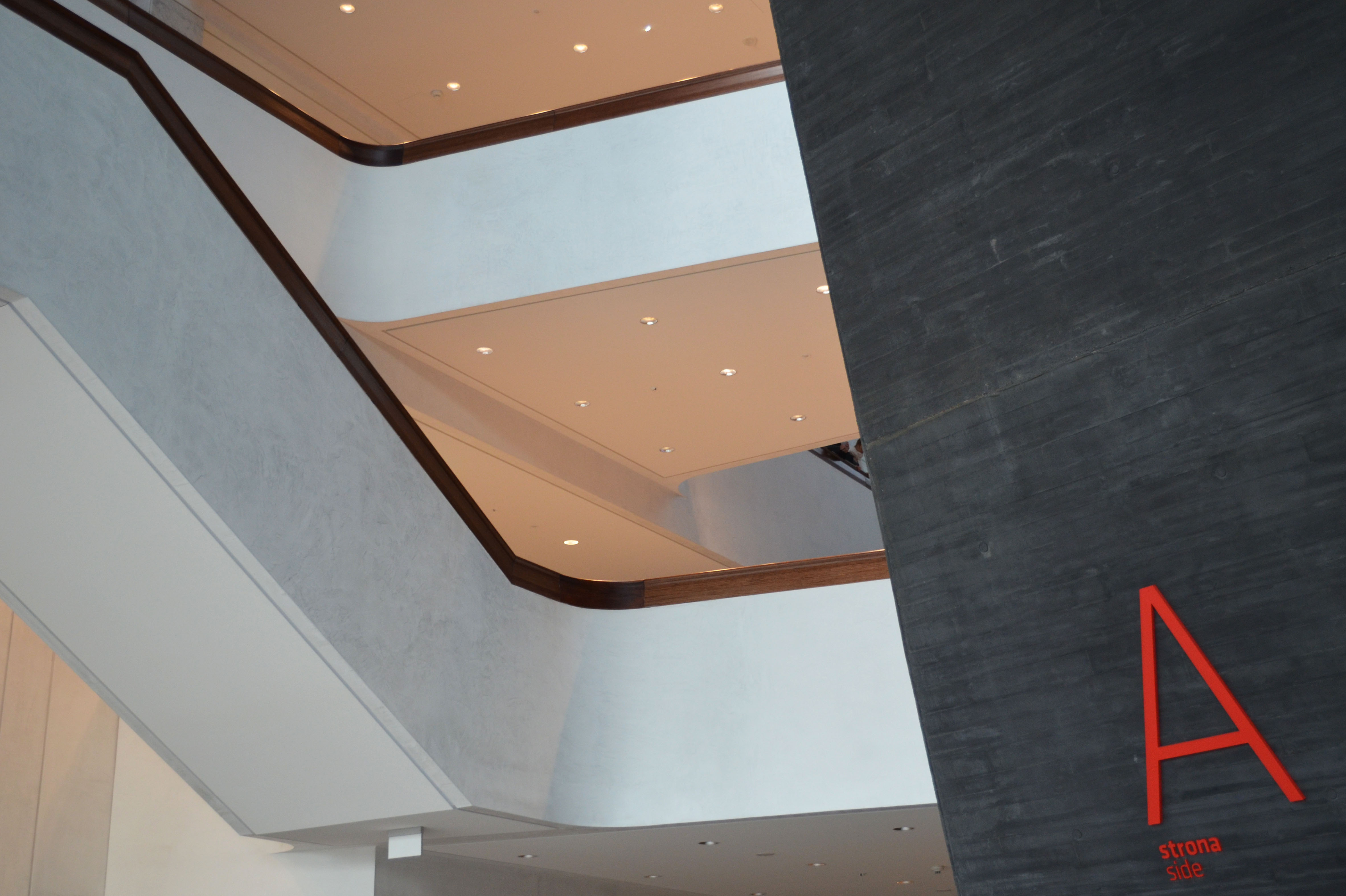
Ausschnitt aus dem Atrium des NOSPR-Gebäudes
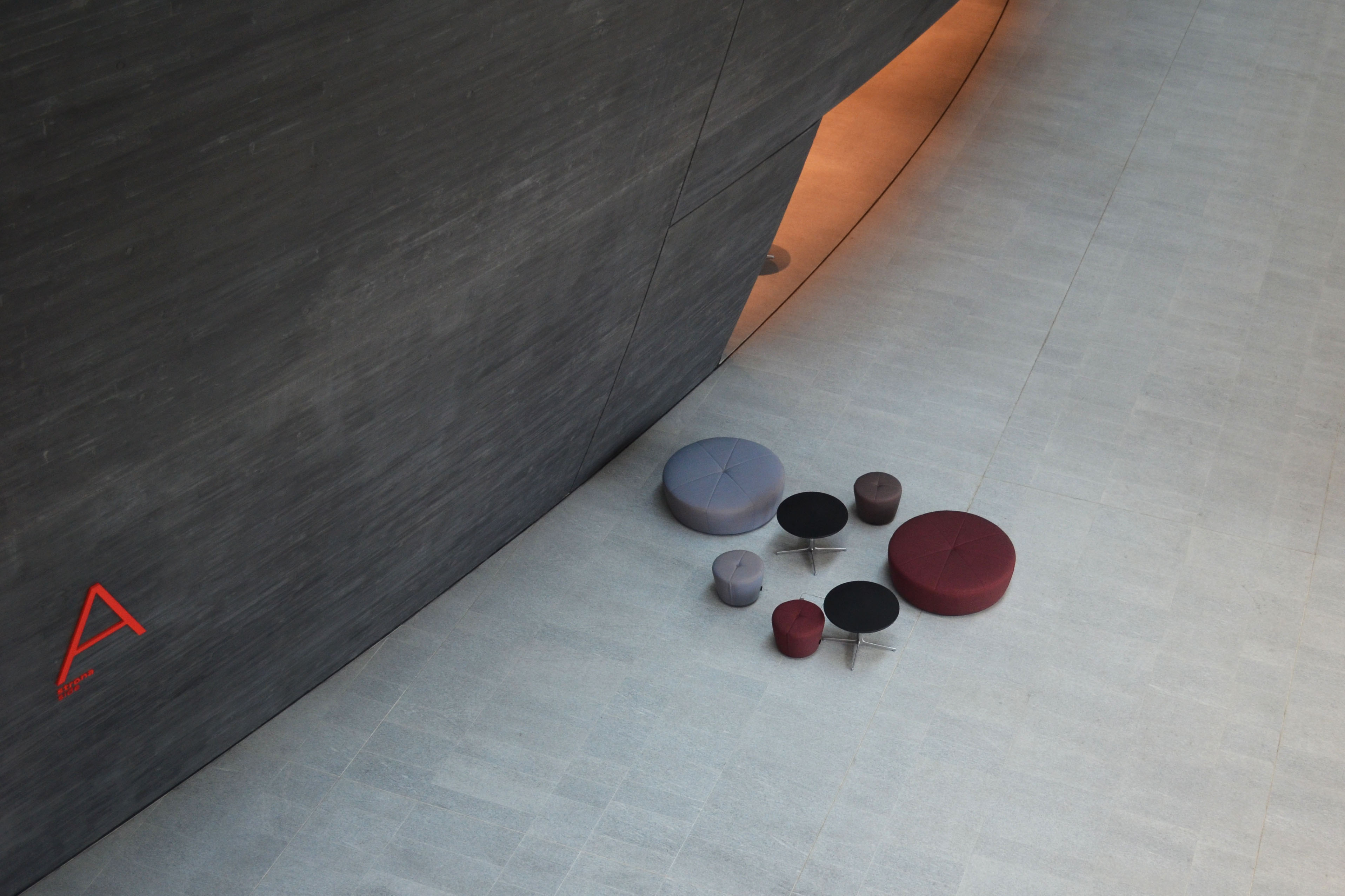
Möbel im Inneren des Atriums
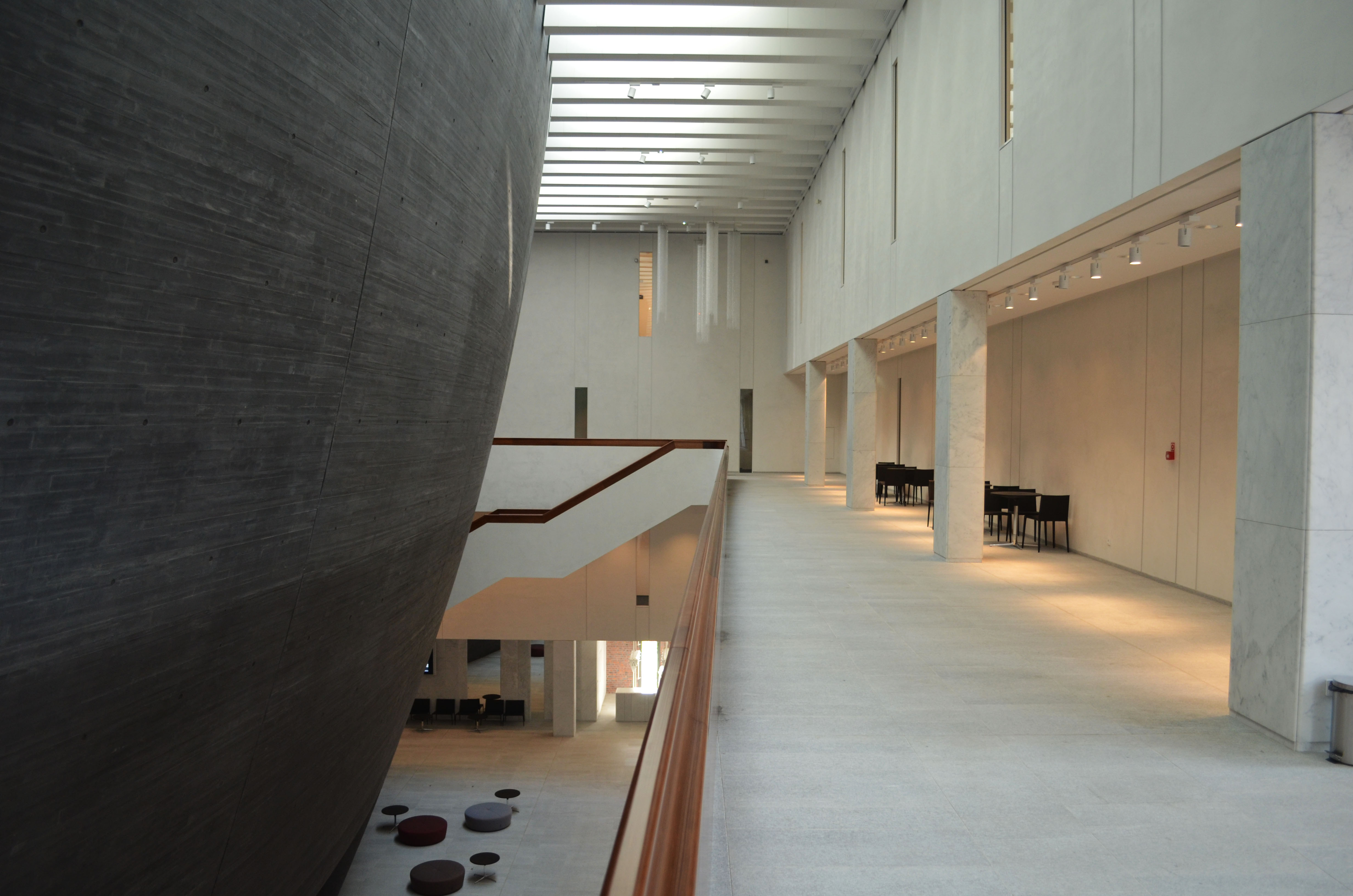
Ausschnitt des Atriums; links die Wand des Großen Konzertsaals

Der Große Konzertsaal ist von dem äußeren Ring des Gebäudes umgeben. Zwischen dem inneren Körper des Großen Konzertsaals und dem äußeren Ring wurde ein Atrium geschaffen. Der öffentliche Gang ist während der Betriebszeiten des NOSPR geöffnet.
Auch die Innengestaltung des Gebäudes knüpft an die oberschlesische Tradition an - vom Atrium aus gesehen hat der innere Teil des Gebäudes mit dem Konzertsaal graphitschwarze, raue Betonwände mit Spuren von Schalungen. Der Stil soll an einen Brocken Kohle oder die Wände seiner Schwellen erinnern. Die Strenge dieser Massierung steht im Kontrast zum Atrium, in dem die weiße Farbe der Wände dominiert. Das moderne Design des Gebäudes wird durch minimalistisches Mobiliar (Stühle, Sofas und Tische) mit markanten Lampen und Kronleuchtern ergänzt.
Das Licht spielt in dem Gebäude eine wichtige Rolle - das Gebäude ist mit 670 Leuchten ausgestattet, um die Konturen aller Innenelemente zu mildern, während 500 Scheinwerfer es ermöglichen, das Konzert mit zusätzlichen visuellen Effekten zu bereichern.
Im Untergeschoss des NOSPR-Gebäudes befinden sich Lager, Requisitenräume, Werkstätten und technische Einrichtungen des Veranstaltungsortes, sowie ein Parkplatz für 112 Autos.
Die Verbindung zwischen allen Räumen wird durch dreizehn Treppenhäuser gewährleistet, von denen fünf offen sind; es gibt sieben Aufzüge. Die Aufzüge sind auch für Menschen mit Behinderungen geeignet, es wurde ein Unterstützungssystem für Hörgeschädigte entwickelt.

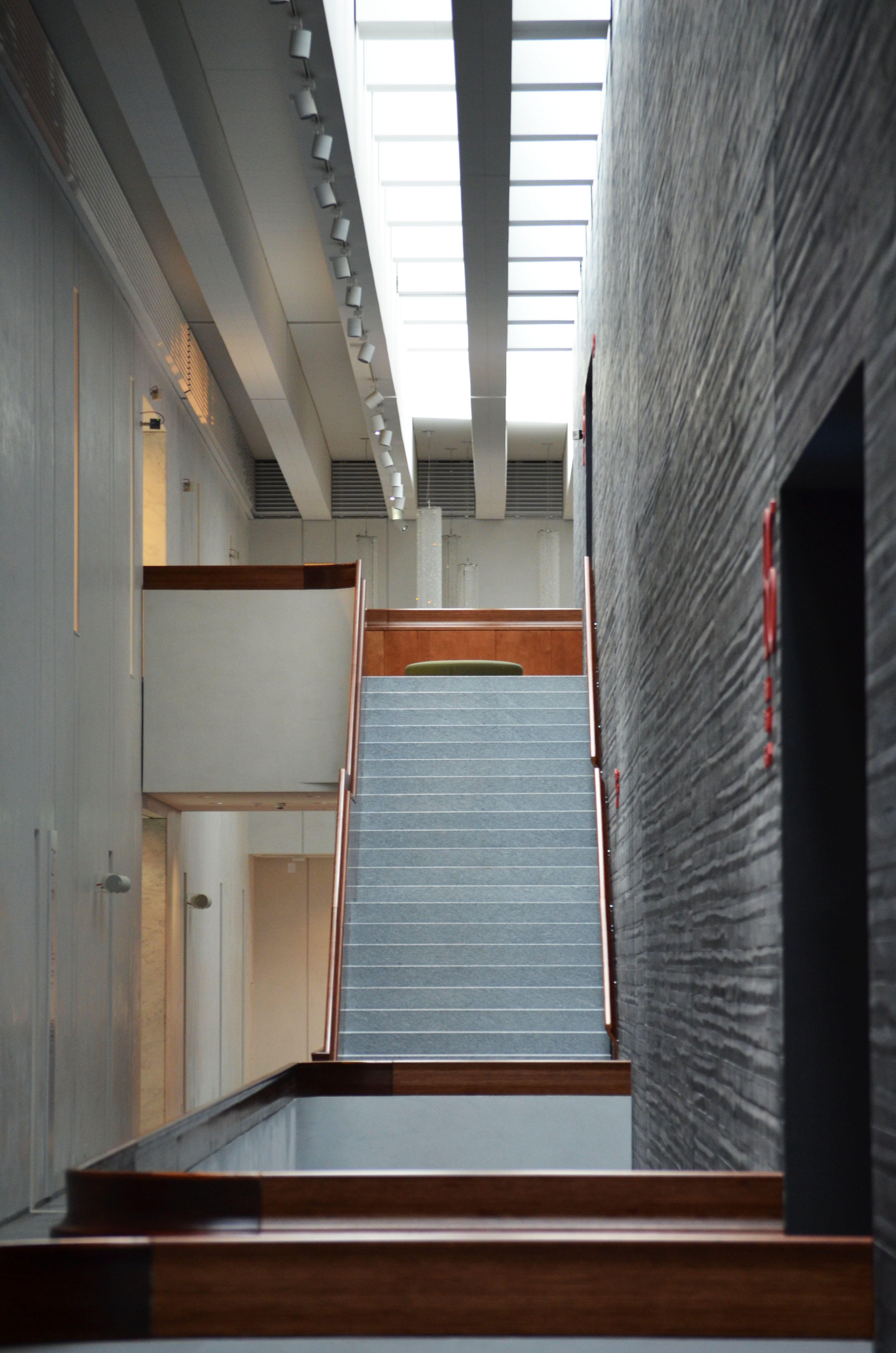
Fragment einer Treppe im Atrium
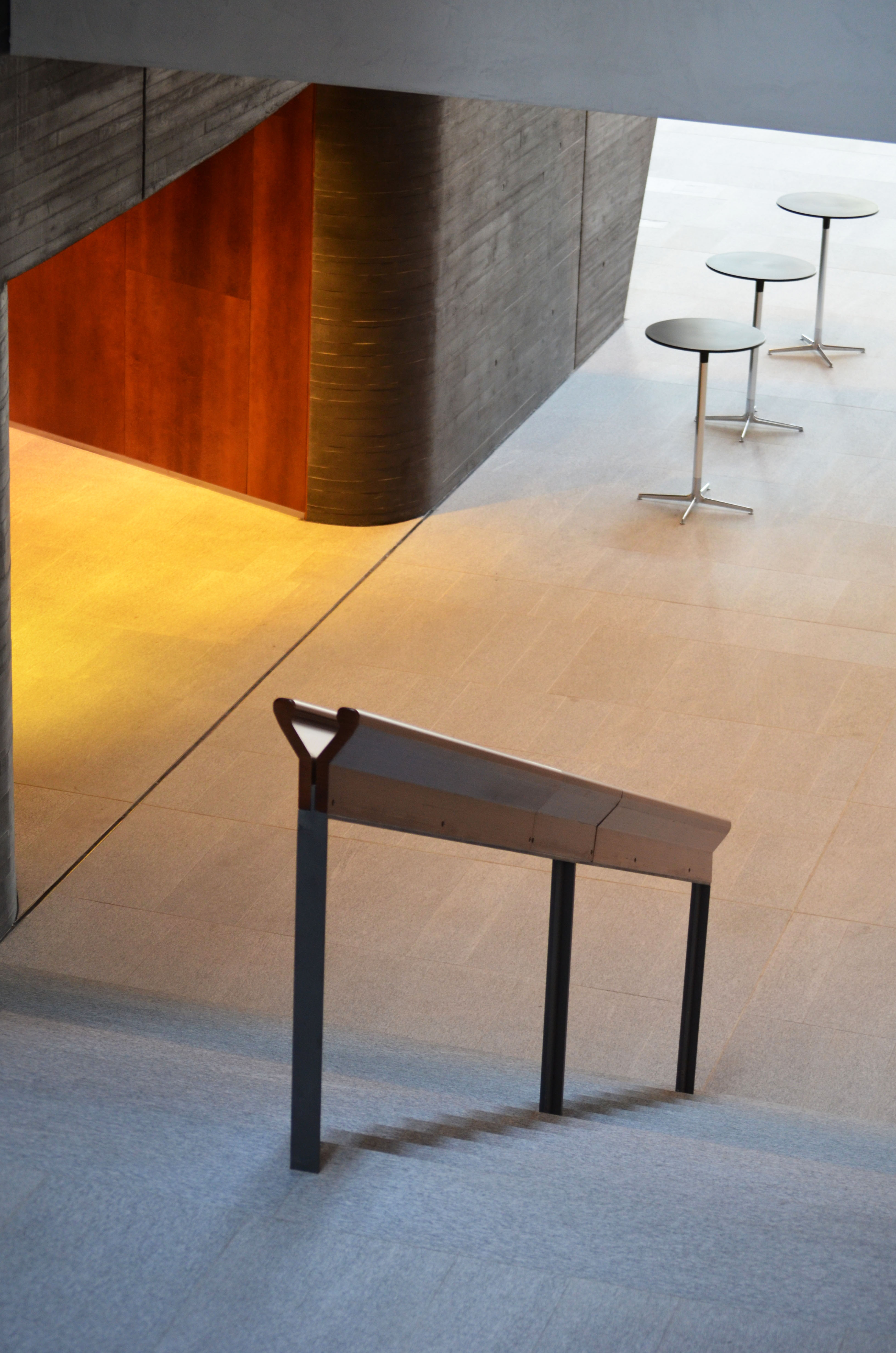
Ausschnitt des Treppenhauses im Atrium
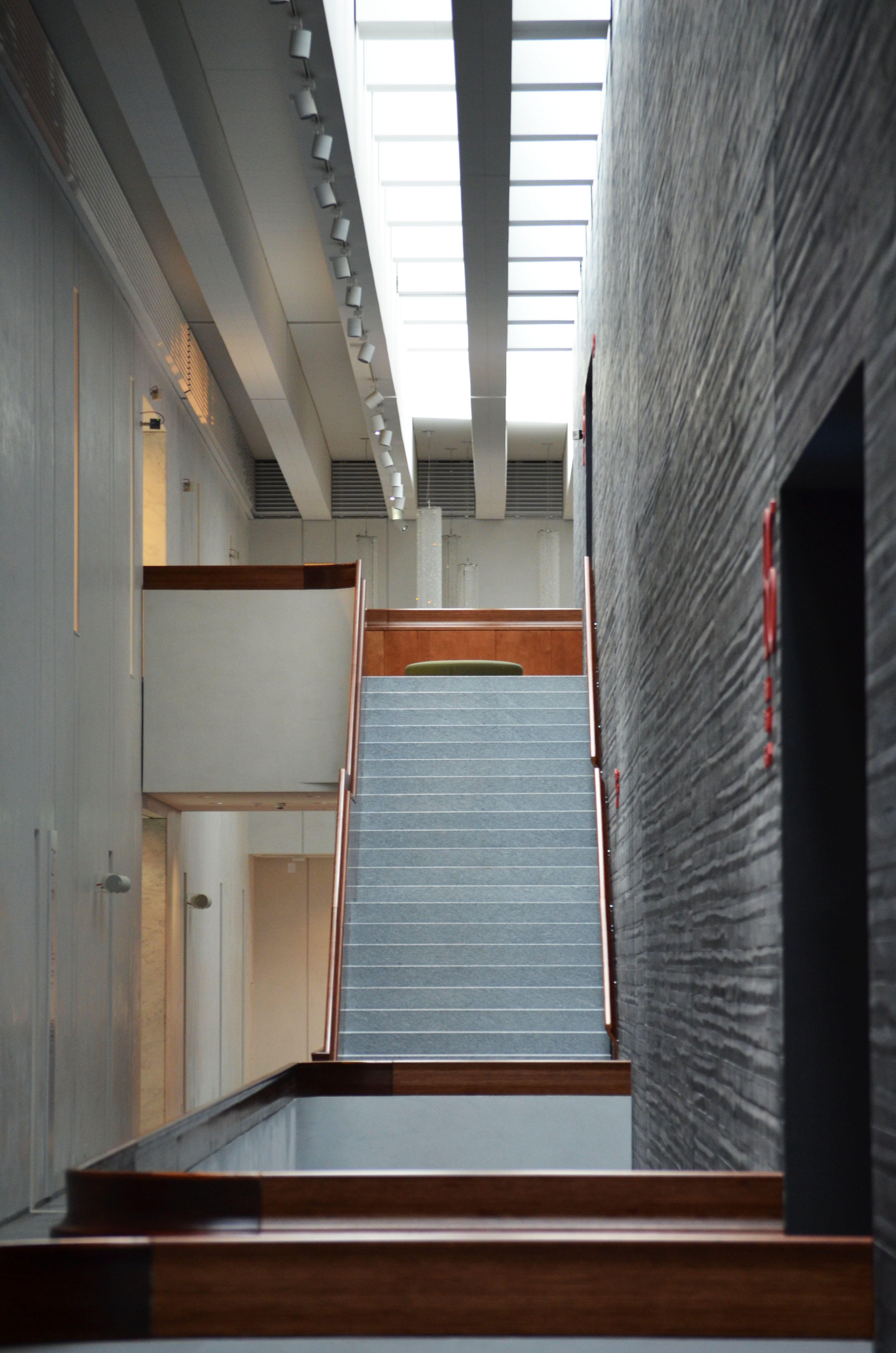
Ein Fragment des Atriums; im Spiegelbild ist die Wand des Großen Konzertsaals zu sehen

### Akustik

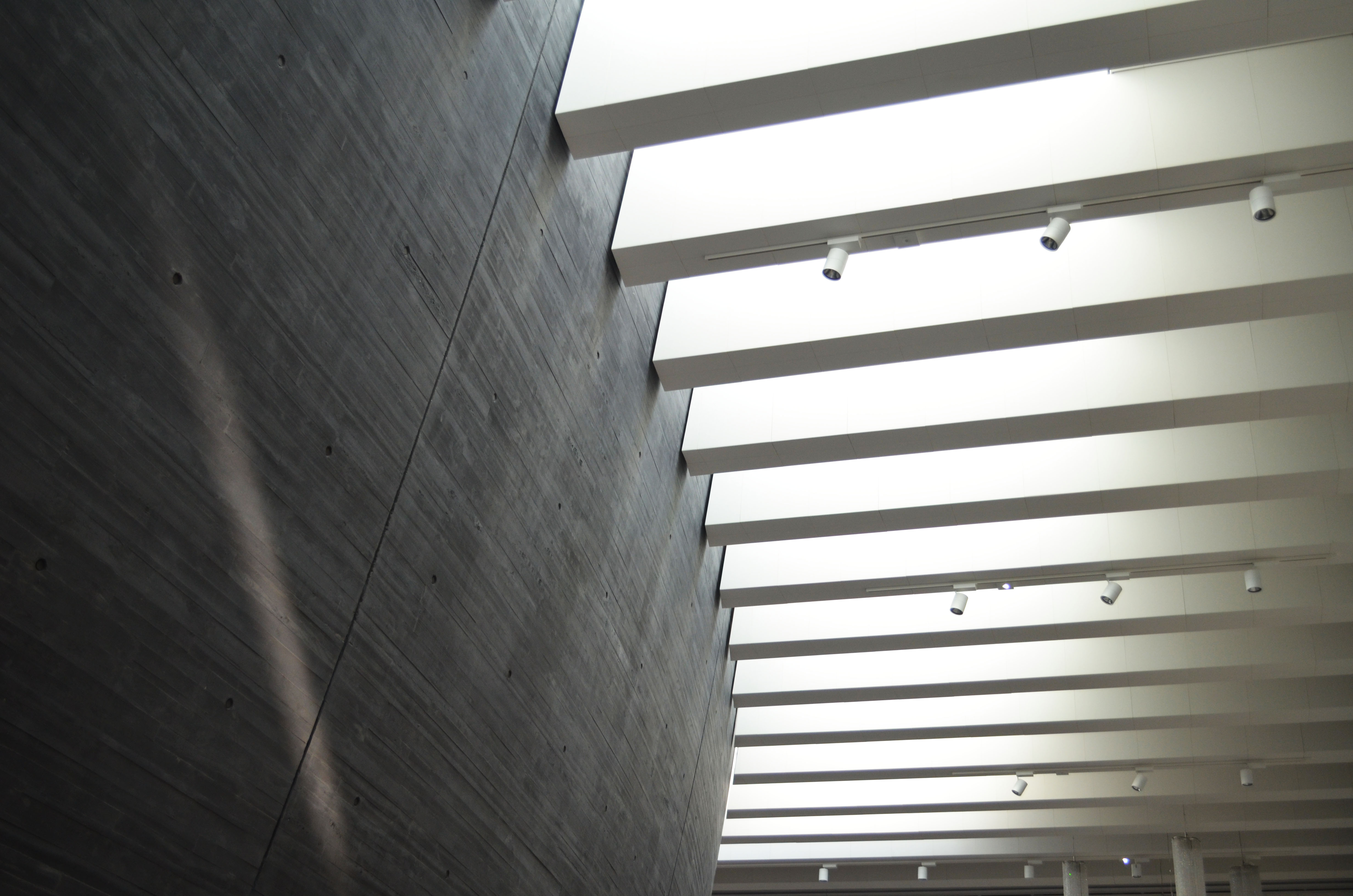
Fragment der Außenwand des Großen Konzertsaals, akustisch angepasst für das NOSPR-Gebäude

Die einzigartige Akustik des Gebäudes und die wirksame Schalldämmung wurden gewählt, um die gleichzeitige Aufzeichnung von Konzerten in den beiden Sälen des NOSPR zu ermöglichen. Die Akustik der einzelnen Umkleideräume wurde ebenfalls angepasst, um der Beschaffenheit der verschiedenen Instrumentengruppen Rechnung zu tragen. Der Große Konzertsaal selbst hingegen ist ein so genanntes Gebäude im Gebäude, da er ein in sich geschlossener, isolierter Block ist, der in die Mitte des Backsteinbaus des NOSPR eingefügt ist, wodurch, wie auch durch die Konstruktion aus dicken Wänden aus schwarzem Beton, Geräusche von außen nicht zu ihm gelangen.
Die Firma Pracownia Akustyczna Kozłowski mit Sitz in Wrocław war von Beginn der Konzeption nach dem Wettbewerb an der Entwicklung der Akustik der NOSPR-Halle sowie der Bühnen- und Aufnahmetechnik beteiligt. Akustischer Berater für die permanente Innenraumakustik des Konzertsaals war von Beginn der Detailplanung an Yasuhisa Toyota von der japanischen Firma Nagata Acoustics, die auch an der Realisierung solcher Projekte für die besten Konzertsäle der Welt beteiligt war. Spezialisten des japanischen Unternehmens haben an Konzerthallenprojekten wie der Walt Disney Concert Hall in Los Angeles, der Elbphilharmonie in Hamburg und dem Danish Radio Concert Hall in Kopenhagen gearbeitet. Dank des persönlichen Engagements von Krystian Zimerman arbeiteten japanische Spezialisten an dem NOSPR-Projekt mit.
Neben Computersimulationen wurden auch bestehende Akustikmodelle für die akustische Gestaltung herangezogen.
Zu diesem Zweck wurde ein Modell des Sitzes des NOSPR im Maßstab 1:10 in einer Halle in Aleksandrów Łódzki erstellt, das im Juni 2011 in Kattowitz eintraf. Bei den akustischen Berechnungen wurden alle Elemente berücksichtigt, die den Klang beeinflussen, einschließlich des Publikums und der Materialien, aus denen der Konzertsaal gebaut werden sollte. Außerdem wurden eingehende Hör- und Sichttests für jeden Sitzplatz des Saals durchgeführt.
Der Nachhall wird durch ein Vorhangsystem reguliert und der Plafond über der Bühne sowie die seitlichen Betonwände mit gewellter Oberfläche tragen dazu bei, den Schall zusätzlich zum Holz zu reflektieren.
Um eine ausreichende Schalldämmung zu erreichen, wurde Steinwolle verwendet – Insgesamt wurden 8.000 m² verbaut, die zur Dämmung der Böden, der Dachkonstruktion und der Außenwände verwendet wurden.

## Umgebung

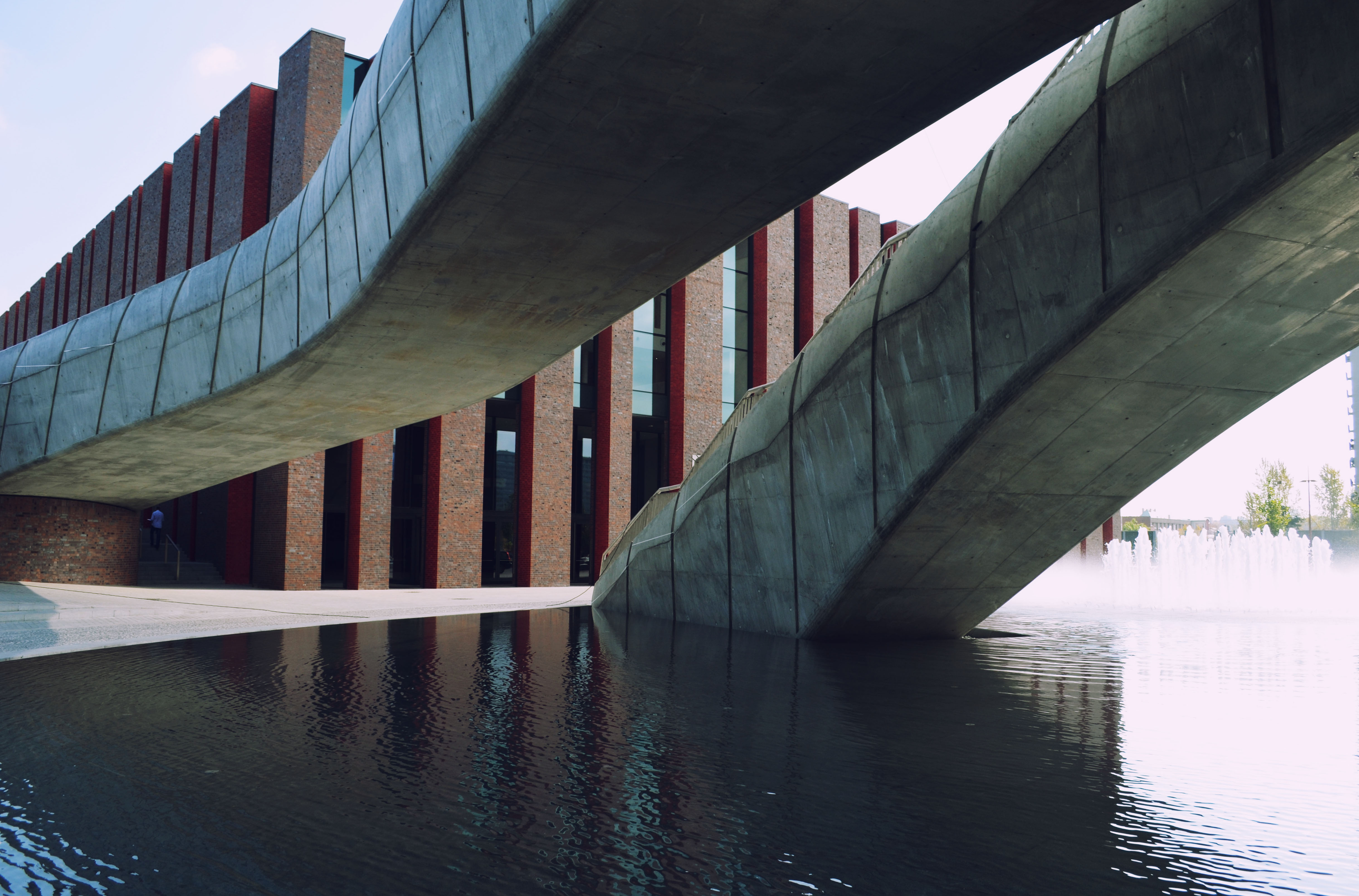
Ausschnitt des W. Kilar-Platzes mit Springbrunnen im Vordergrund

Für die Gestaltung des gesamten NOSPR-Gebäudes stand ein großes Grundstück von 40.000 m² zur Verfügung. Das Gebäude selbst wurde in einer Ecke des Grundstücks entworfen, so dass die verbleibende Fläche in verschiedene Funktionsbereiche aufgeteilt werden konnte: ein städtischer Eingangsplatz, ein Gebäude und ein Sinnesgarten mit einem Brunnen und Klangspielzeug sowie ein Amphitheater.

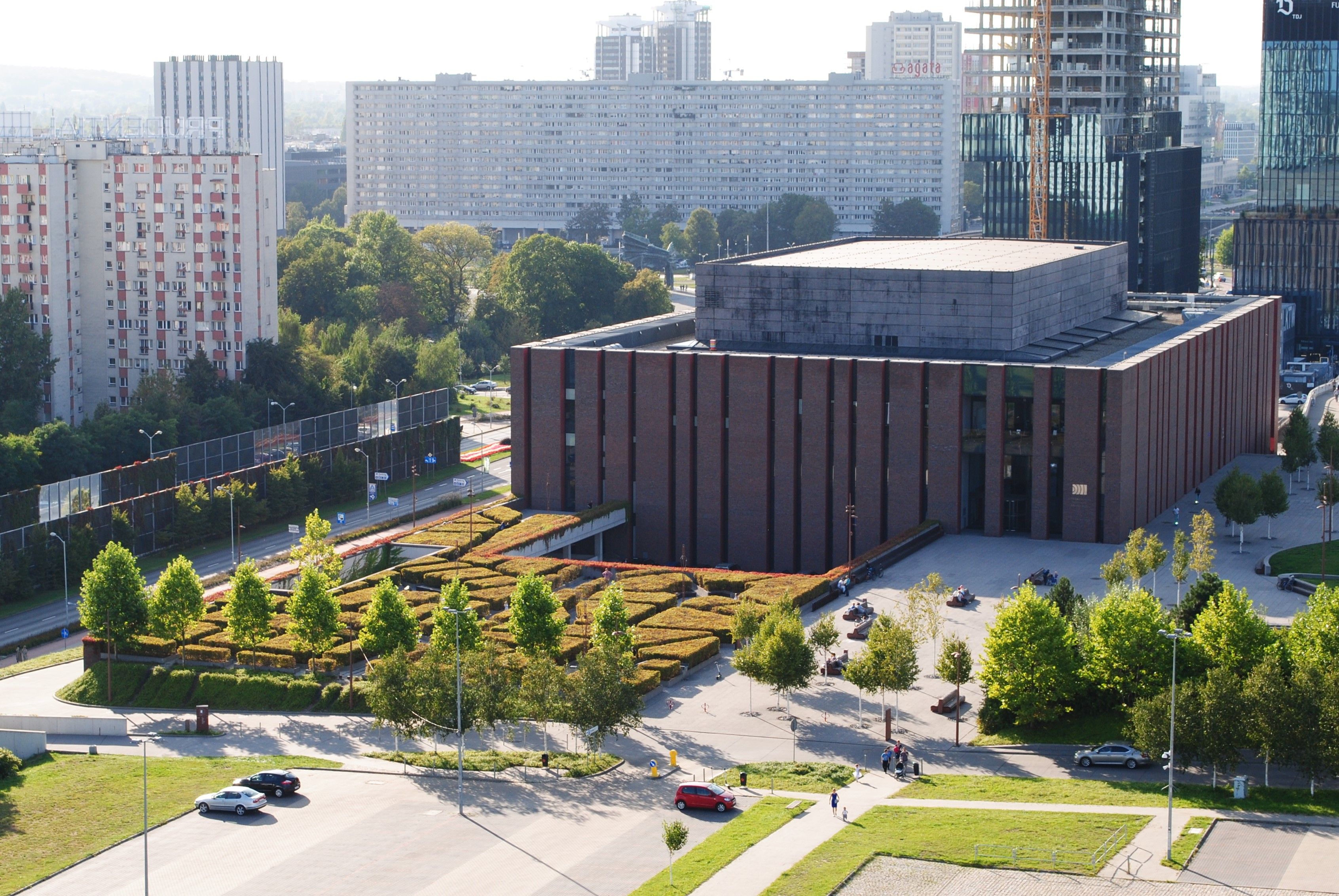
Das NOSPR-Gebäude vom Aussichtsturm des Schlesischen Museums in Katowice au gesehen; im Vordergrund ist ein Gartenlabyrinth in Form des Plans von 1926 Katowice zu sehen

Der nach Wojciech Kilar benannte Eingangsplatz ist mit Baumgruppen und einem großen Brunnen in Form einer Ellipse geschmückt, der 9 cm tief ist und dessen Becken 65 cm tief ist. Die Ränder des Brunnens sind aus dunklen Padang-Granitblöcken gefertigt, während die Oberfläche aus Granitplatten der gleichen Sorte besteht. Der Brunnen ist mit einer Reihe von Fontänen und einer Beleuchtung ausgestattet.
Der Springbrunnen auf dem Ostplatz hat eine Fläche von 94,7 m². Das Brunnenbecken besteht aus einer Stahlbetonkonstruktion und ist mit einer Pflasterfläche bedeckt. Es ist mit einer Reihe von Fontänen und einer Beleuchtungsanlage ausgestattet, die in das Pflaster eingelassen sind.
Ein charakteristisches Element der Landschaftsgestaltung rund um den NOSPR ist ein Pflanzenlabyrinth, das die städtische Anlage von Kattowitz im Jahr 1926 darstellt. Dieses Labyrinth wurde mit Hainbuchen bepflanzt. Die Bepflanzung mit dieser Baumart wurde von Krzysztof Penderecki vorgeschlagen.
Neben dem neuen Sitz des NOSPR-U wurde ein Park angelegt, in dem rund 100 Bäume gepflanzt wurden: Platanen, Himalaya-Birken und Vogelkirschen. Die Platanen umrahmen die Vogelkirschen und die Himalaya-Birken mit ihrer sehr hellen Rinde. Die rote Rinde der Vogelkirschen soll auf die Ziegelfarbe der Fassade des NOSPR verweisen. Eine weitere Schwarzkiefer wächst auf der Anhöhe beim Amphitheater. Ein ausgeklügeltes, unterirdisches System zur Bewässerung, Versorgung und Belüftung der Bäume kommt hier zum Einsatz. Im Gegensatz dazu hat das NOSPR im Park keine Sträucher oder Stauden gepflanzt und auch keine Blumenbeete angelegt, sondern die Einfachheit des Rasens und der Bäume belassen.

## Preise und Auszeichnungen
- Five Star Award, European Commercial Property Awards in der Kategorie Öffentlicher Dienst (2010)
- Nominierung für den Preis der Europäischen Union für zeitgenössische Architektur (2014)[42]
- Nominierung für den „Polnischer Architekturpreis XXL“ (2014)
- Finalist im „Życie w Architekturze“-Wettbewerb (2015)[43]
- Ministerium für Kultur und nationales Erbe für die beste architektonische Realisierung im Bereich der Kultur (2014)
- Publikumspreis der Wochenzeitung Polityka. - Bestes architektonisches Objekt (2014)[44]
- Top Municipal Investment Award der PTWP-Gruppe (2015)
- Nominierung für den Nagroda Roku SARP (2014)
- Hauptpreis im Plebiszit „Polska Pięknieje - 7 Cudów Funduszy Europejskich“ (2015)[45]
- Preis des Towarzystwo Urbanistów Polskich (Verband Polnischer Stadtplaner) im Wettbewerb um den am besten entwickelten öffentlichen Raum (2015)
- Auszeichnung der AMS und der Gesellschaft Polnischer Stadtplaner im Wettbewerb „Die besten Veränderungen im öffentlichen Raum - ein Rückblick auf die prämierten Projekte anlässlich des 25-jährigen Jubiläums der Transformation“.